# Verbotsgesetz 1947

Pictogramme montrant un personnage de type masculin jetant le symbole nazi à la poubelle.

La Verbotsgesetz 1947 est une loi constitutionnelle fédérale autrichienne, qui interdit le NSDAP et réglemente par la loi la dénazification en Autriche. Elle a été adoptée après la Seconde Guerre mondiale, le 8 mai 1945, par le gouvernement provisoire.
Sa version actuelle est entrée en application le 18 février 1947.